# اسلام در جزایر کوکوس

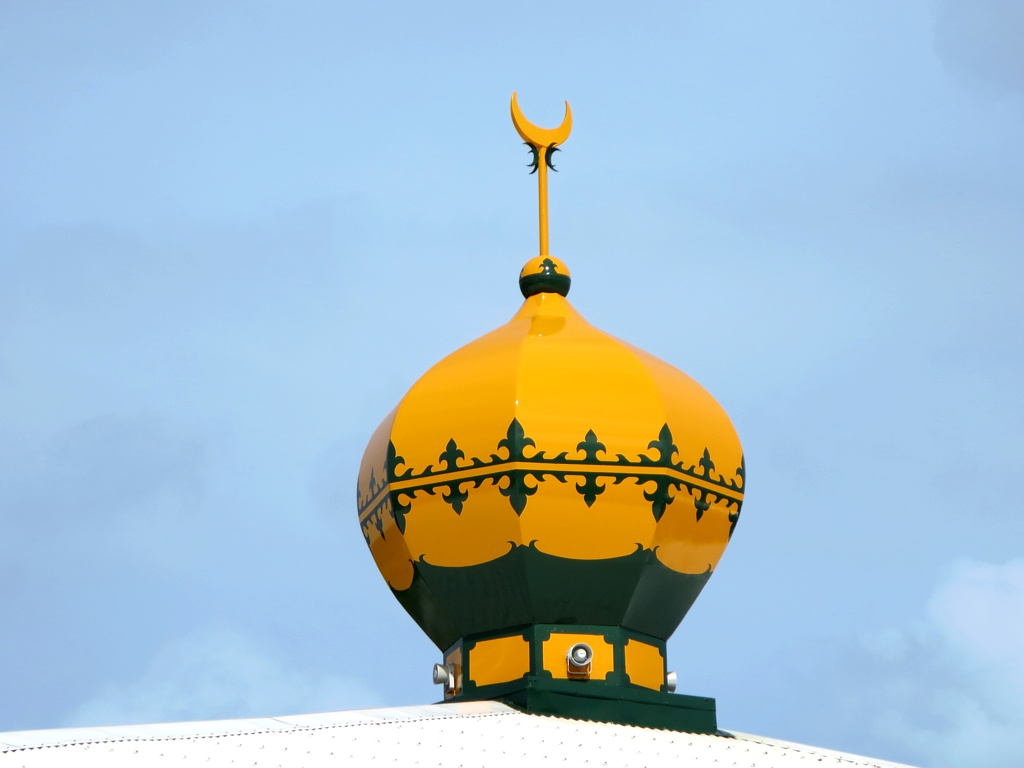
مناره زرد روشن در بالای مسجد در جزیره اصلی، جزایر کوکوس.

اسلام در جزایر کوکوس (کیلینگ) دین اکثریت است. بر اساس سرشماری ۲۰۱۶، ۷۵ درصد از جمعیت جزایر کوکوس مسلمان بودند.
جمعیت زیاد مسلمانان به دلیل مهاجرت کارگرانی با اصالت مالایی و اندونزیایی به جزایر کوکوس و جزیره کریسمس است. جمعیت دو جزیره مسکونی کوکوس عموماً بین قومیت‌های اروپایی در جزیره غربی (تقریباً ۱۲۰ نفر) و مالایی‌های قومی در جزیره اصلی (۵۰۰ نفر) تقسیم شده‌است.
سازمان اصلی مسلمانان جزیره، شورای اسلامی جزایر کوکوس کیلینگ است.
این جزایر سه مسجد دارند که جدیدترین آنها مسجد جزیره غربی است که در فهرست میراث فرهنگی ثبت شده‌است.